# Crocydoscelus
Crocydoscelus is een geslacht van vlinders van de familie vedermotten (Pterophoridae).

## Soorten
- C. castaneum Gielis, 2011
- C. ferrugineum Walsingham, 1897